# 全俄罗斯法西斯组织

全俄羅斯法西斯組織的徽章

全俄罗斯法西斯组织（俄语：Всероссийская фашистская организация）是白俄团体于1933年5月10日在美国康涅狄格州帕特南成立的团体，领导人为阿纳斯塔西·沃希斯基，成员人数始终未超过数百人。该组织曾试图与俄罗斯法西斯党合并，但因不认同反犹太主义和君主主义而导致沃希斯基与康斯坦丁·罗扎耶夫斯基分道扬镳。美国投入二战之后，沃希斯基被联邦调查局逮捕，该组织解散。